# Irène Cruypenninck
Irène Cruypenninck (1899-1985) fue una deportista fransesa que compitió en tiro con arco, en la modalidad de arco recurvo. Ganó cinco medallas en el Campeonato Mundial de Tiro con Arco al Aire Libre entre los años 1937 y 1953.

## Palmarés internacional
| Campeonato Mundial al Aire Libre | Campeonato Mundial al Aire Libre | Campeonato Mundial al Aire Libre | Campeonato Mundial al Aire Libre |
| Año                              | Lugar                            | Medalla                          | Prueba                           |
| -------------------------------- | -------------------------------- | -------------------------------- | -------------------------------- |
| 1937                             | París (Francia)                  | Medalla de plata                 | Individual                       |
| 1937                             | París (Francia)                  | Medalla de bronce                | Equipo                           |
| 1947                             | Praga (Checoslovaquia)           | Medalla de plata                 | Equipo                           |
| 1949                             | París (Francia)                  | Medalla de bronce                | Equipo                           |
| 1953                             | Oslo (Noruega)                   | Medalla de plata                 | Equipo                           |